# Senseo

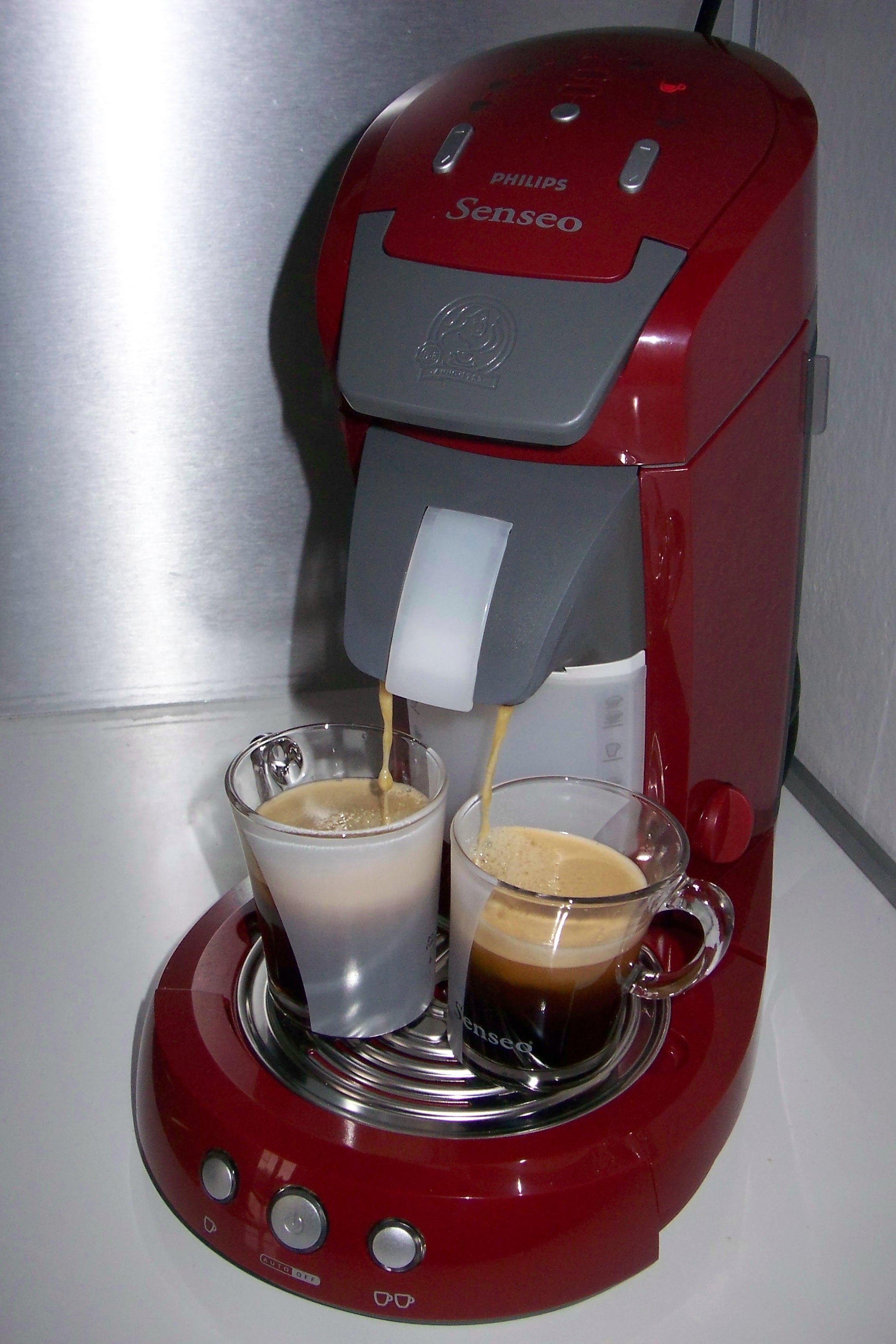
Máquina de café Senseo

Senseo es el nombre comercial de un sistema particular para la preparación de café producido por la empresa holandesa Philips y por Douwe Egberts (una sociedad del grupo estadounidense Sara Lee). La característica principal que ha contribuido a su éxito es la facilidad de su uso (basta con presionar un botón para obtener en 30 segundos una taza de café), su reducido coste (tanto de la máquina como de las cápsulas) y el sistema patentado de producción de espuma.

## Historia
El sistema se introdujo inicialmente en Holanda en 2001 y posteriormente en la mayor parte de Europa así como Estados Unidos y Australia.
En 2007 se introdujo un modelo denominado Senseo New Generation. Esta versión permite ajustar la altura del soporte de vaso para permitir el uso de tazas de diferentes tamaños, tiene un indicador luminoso que muestra cuando el agua no es suficiente para la preparación de dos tazas de café (en comparación con el modelo anterior, que indica solamente si el agua era suficiente para un café), tiene un depósito de agua más grande y tiene una opción que permite al usuario ajustar la cantidad de agua.
En 2008 se introdujo otro modelo, Senseo Latte Select que añade al modelo precedente un contenedor para la leche y permite la preparación de otros cafés además del normal, a saber, capuchino, latte macchiato y café con leche.

## Éxito
A los siete años del lanzamiento del producto Philips y Douwe Egberts declararon haber vendido más de 20 millones de máquinas de café Senseo en el mundo.
El éxito de este sistema ha motivado a otros productores de café a introducir en el mercado cápsulas compatibles con Senseo (por ejemplo Nestlé, productor del sistema competidor Nespresso, así como la cadena de hipermercados Carrefour). Philips y Douwe Egberts han presentado recurso contra estos productores, pero la Oficina Europea de Patentes ha dictaminado que sólo la máquina para la producción del café está cubierta por la patente.

## Funcionamiento
La principal peculiaridad del sistema Senseo es la característica capa de espuma que recubre el café. Esto es posible gracias a una pequeña boquilla bajo el porta cápsulas llamada camera de la espuma que produce la espuma a partir de una mezcla de aire, vapor y café.
La porta-gofres desmontable también ha ayudado a la producción de porta-gofres específicos que permiten utilizar el mismo equipo para elaborar café expreso chocolate caliente o té. El modelo introducido en 2008 permite también, gracias a un contenedor especial para la leche, la elaboración de capuchino, latte macchiato y café con leche.

## Mezclas
En el mercado existe una gran cantidad de cápsulas que van desde las mezclas tradicionales disponibles en diferentes intensidades, de los más ligeros a los más fuertes. Además, a lo largo de los años, a estos se han añadido otras variantes incluyendo descafeinado, aromatizados y de cultivos en países específicos, tales como Brasil, Colombia o Kenia.
Como se mencionó anteriormente, además las cápsulas para café, también las hay para preparar chocolate caliente y té.